# The 13th Letter
The 13th Letter (bra: Cartas Venenosas) é um filme de mistério estadunidense dirigido por Otto Preminger e estrelado por Linda Darnell, Charles Boyer, Michael Rennie e Constance Smith. O filme é um remake do longa-metragem francês Sombra do Pavor dirigido por Henri-Georges Clouzot.

## Enredo
Moradores respeitáveis da cidade começam a receber cartas expondo seus casos extraconjugais.

## Elenco
- Linda Darnell ...Denise Tourneur
- Charles Boyer ...Dr. Laurent
- Michael Rennie ...Dr. Pearson
- Constance Smith ...Cora Laurent
- Françoise Rosay ...Sra. Gauthier
- Judith Evelyn ...Irmã Marie Corbin
- Guy Sorel ...Robert Helier
- June Hedin ...Rochelle Turner